# 食人鱼3DD
《食人鱼3DD》（英語：Piranha 3DD）是2012年5月11日上映于美国的科幻片和恐怖片，前集是《食人鱼3D》。

## 剧情
维多利亚湖因为食人鱼事件，在一年中被美国人遗忘而无人问津，变成了鬼域，当地人纷纷搬走，维多利亚湖区域也被政府隔离，进行科学调查和研究。
美国的亚利桑那州梅尔金县十字湖也是著名的度假胜地，马蒂是十字湖当地的居民，正好暑假回到家乡，她的继父查德在当地开了一个水上游乐园。不久之后，陆续有人在湖边失踪，一日，马蒂和朋友去湖边散心，被食人鱼攻击，他们惊吓不已，在网上看到生物学家古德曼教授的影片，于是开车赶往古德曼的家中，请求古德曼的帮助，古德曼告诉他们食人鱼会走路。马蒂听说之后，慌忙回到家中，去检查排水管，却遭到了食人鱼的攻击，幸亏好友及时跳入水中把她拖了上来。
水上游乐园开业了，人山人海，当人们在游泳池玩耍的不久之后，食人鱼就攻破了排水管，钻进游泳池攻击人群，许许多多的人陆续被食人鱼咬死，一个孩子拿着手机拍摄食人鱼的时候，母亲在旁边叫他离食人鱼远点，他不听，被慢慢爬行的食人鱼一口咬掉头颅。

## 演员
| 演员            | 角色          | 备注                                                           |
| 丹妮兒·彭娜佩嘉 | 瑪蒂          | 十字湖邊的居民，水上樂園主人的繼女兒。                         |
| 麥特·布許       | 貝瑞          | 十字湖邊的居民，在水上樂園打工。                               |
| 大衛·柯西奈爾   | 契特          |                                                                |
| 克里斯·季爾卡   | 凱爾          | 十字湖的警員。                                                 |
| 卡特莉娜·寶登   | 雪兒比        |                                                                |
| 蓋瑞·布希       | 克萊頓        |                                                                |
| 克里斯多福·洛伊 | 卡爾·古德曼   | 魚類學家。                                                     |
| 大衛·赫索霍夫   | 大衛·赫索霍夫 | 出演自己。                                                     |
| 保羅·希爾       | 安德魯·康寧漢 |                                                                |
| 尚-路克·比洛多  | 喬許          | 后因为跟女朋友上床时被食人鱼咬住下体而忍痛把自己的下体阉割了。 |
| 梅根·譚蒂       | 艾希莉·索比   |                                                                |
| 塔比瑟·泰勒     | 救生員        |                                                                |

## 幕后
电影在香港上映，碰上本土片《喜爱夜蒲2》，票房惨淡。
电影的上集导演是亚历山大·阿嘉，这次是约翰·古拉格执导。